# Saison 2017-2018 de l'Union sportive dacquoise
La saison 2017-2018 de l'Union sportive dacquoise est la quatorzième saison du club landais en seconde division du championnat de France, la neuvième consécutive depuis son retour au sein de l'antichambre de l'élite du rugby à XV français.
L'équipe évolue cette saison de Pro D2 sous les directives de Patrick Furet et Raphaël Saint-André, ainsi que sous la supervision du président Philippe Celhay.

## Avant-saison

### Transferts estivaux
Le marché des transferts s'ouvre officiellement le 4 mai. Après une vague de prolongations, le Samoan Brian Tuilagi est la première recrue officialisée de l'intersaison, en provenance des Saracens. Deux jours plus tard, la signature de Billy Ropiha, joueur de la province de Hawke's Bay et représentant de l'équipe néo-zélandaise à sept, est annoncée. Albain Meron, troisième ligne du SO Chambéry, et Felipe Berchesi, demi d'ouverture de l'US Carcassonne, paraphent ensuite un contrat à l'USD. Le deuxième ligne du Castres olympique Théo Hannoyer fait l'objet d'un prêt pour la saison. Après la reprise de l'entraînement, de nouvelles arrivées sont actées : celle du talonneur Cyriel Blanchard en provenance du Stade montois. Le nouvel effectif complet est finalement dévoilé le 16 juin.
Chez les entraîneurs, le directeur sportif Jérôme Daret est nommé entraîneur principal de l'équipe de France de rugby à sept, et entre en fonction à partir du 1er septembre. Ses fonctions de manager de l'équipe professionnelle sont alors confiées à l'entraîneur des arrières Raphaël Saint-André.
Plusieurs prolongations sont effectives pendant le cours de la saison : celles d'Adrien Bau, Paea Fa'anunu,, Elizbar Kuparadze, ainsi que l'entraîneur des avants Patrick Furet. Après la confirmation de la liste des joueurs toujours sous contrat, la liste de prolongations s'agrandit : les contrats de Nicolas Cachet, Romain David, Julien Dechavanne, Thibaud Dréan, Faitotoa Asa, Pierre Justes, Olivier Klemenczak, Aisea Koliavu, Thibaut Lesparre, Pierre Maurens, Arnaud Pic, Martin Prat, sont ainsi reconduits. Les contrats du membre du centre de formation Romain Maurice, et des espoirs Olivier Klemenczak et Filimo Taofifénua sont quant à eux reconvertis en contrat professionnel.
Après ses bonnes performances du début de saison 2016-2017, Apisai Naqalevu signe un pré-contrat dès le mois de décembre avec l'Union Bordeaux Bègles. Anthony Coletta rejoint les rangs du Soyaux Angoulême XV, tandis que Thomas Ceyte signe avec l'USO Nevers. Deux joueurs de l'US Dax se dirigent vers des équipes du Top 14 : Ignacio Mieres est recruté par le SU Agen, et Kévin Firmin se dirige vers le Castres olympique. Quant à Boris Béthéry, après avoir réussi son concours d'entrée afin de préparer sa reconversion en reprenant ses études, il met un terme à sa carrière sportive professionnelle, en accord avec le club,. Tandis que Grégory Bernard prend lui aussi sa retraite sportive, James Lakepa repousse la sienne pour évoluer au niveau fédéral avec l'US Orthez.
Le centre de formation est quant à lui fortement remanié : outre l'intégration de Théo Hannoyer, il enregistre l'arrivée de Christophe Cassen, Toki Pilioko, Mattieu Bidau, Théo Trémeau, Benjamin Puntous, Alexandre Pilati, Théo Gatelier. À l'inverse, plusieurs stagiaires encore présents la saison passée ne sont pas reconduits : Bertrand Perez, Vladimir Susler, Guillaume Mathy et Clément Lavenant.

### Préparation de la saison

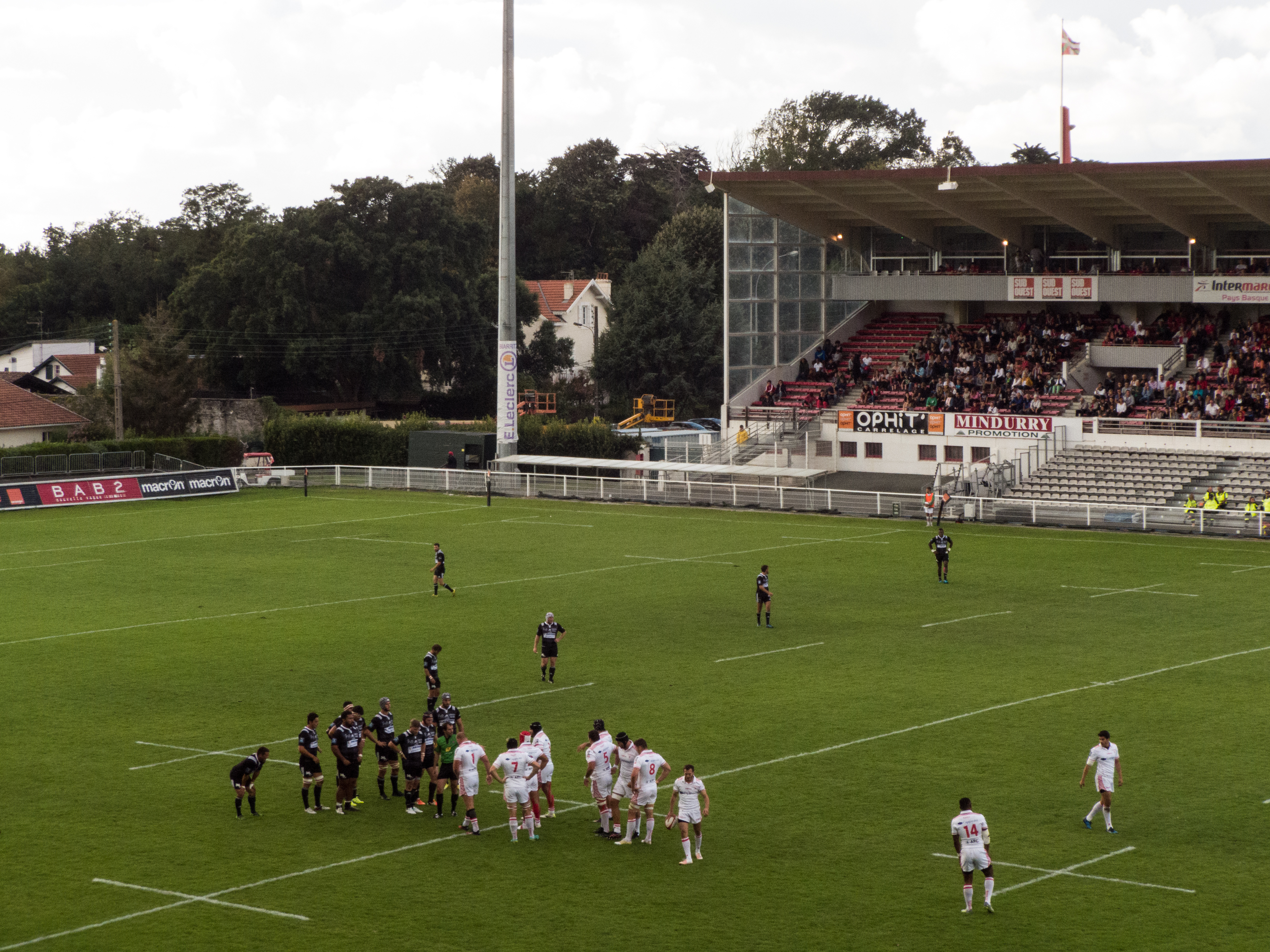
L'US Dax dispute son second match amical sur le terrain du Biarritz olympique.

La reprise de l'entraînement pour les joueurs rouge et blanc est arrêtée le 14 juin.
Le calendrier de la saison 2017-2018 est dévoilé par la Ligue nationale de rugby le 9 juillet. L'US Dax débute ainsi le championnat contre le FC Grenoble au stade Maurice-Boyau ; le derby landais se joue début décembre à domicile, puis deux mois plus tard sur le terrain de Mont-de-Marsan.
Parmi les matchs amicaux, l'US Dax affronte tout d'abord le Stade montois à Aire-sur-l'Adour le 26 juillet, puis le Biarritz olympique le 10 août. Ces deux confrontations se concluent sur un match nul puis une défaite, sur les scores respectifs de 21 à 21 et 33 à 24. La période de préparation s'achève ensuite dans la ville landaise d'Hagetmau afin de s'éloigner des festivités des fêtes de Dax avant la reprise du championnat.

## Saison régulière

### Championnat

#### Journées 1 à 5
En clôture de la première journée du championnat, l'US Dax accueille le FC Grenoble, relégué du Top 14 la saison précédente. Les locaux marquent les esprits en inscrivant très tôt le premier essai de la rencontre, et en conservant leur avance jusqu'à la mi-temps. Néanmoins, les Isérois prennent ensuite le contrôle de la rencontre en l'espace de dix minutes au retour des vestiaires, pour finalement assurer leur victoire ainsi que leur statut de favori sur le score de 13 à 28,.
Cette défaite à domicile des Dacquois en ouverture est immédiatement compensée lors de leur premier déplacement. Sur le terrain du Soyaux Angoulême XV, ils sont pourtant réduits dès la première minute de jeu à quatorze joueurs avec un avertissement prématuré, qui a pour conséquence un essai inscrit par les Charentais. La domination des locaux n'est pas récompensée dans la suite de la rencontre, en raison des maladresses empêchant les actions de se conclure derrière la ligne d'essai. Le match s'équilibre alors après la mi-temps, mais voit les Dacquois reprendre l'avantage au score après l'heure du jeu. Le dénouement de la partie est interrompu par une coupure de courant plongeant le stade Chanzy dans l'obscurité pendant plusieurs minutes ; le score de 10 à 13 restera inchangé après le rétablissement de l'éclairage,.
Les Landais accueillent ensuite le RC Narbonne, alors au compteur de victoires vierge. Dans une partie marquée par de nombreuses indisciplines des visiteurs et réprimandée par quatre cartons, les rouge et blanc inscrivent plusieurs essais, consolidant leur victoire 35 à 16, avec un bonus offensif dans les dernières minutes de jeu. Anecdotiquement, ils occupent la première place du championnat à l'issue de ce match avancé de la 3e journée, pour être finalement classés cinquièmes. Ce troisième match signifie également la fin de la mission de Boris Béthéry en tant que joueur supplémentaire temporaire,.
Sur la pelouse de l'Aviron bayonnais, les Dacquois font tout d'abord jeu égal avec les Basques. Après un premier carton jaune contre les locaux, les visiteurs rattrapent leur retard et inscrivent quinze points en l'espace des dix minutes de supériorité numérique. De la même manière, une exclusion temporaire infligée aux rouge et blanc après trente minutes de jeu permet aux Bayonnais de reprendre l'ascendant : les premiers n'inscriront plus aucun point, tandis que ces derniers franchisent à cinq reprises la ligne d'en-but pour remporter une nette victoire 51 à 15,.
Après sa sévère défaite une semaine plus tôt, l'USD enchaîne avec un deuxième déplacement, cette fois-ci chez l'un des promus de cette saison, le RC Massy. Au terme d'une rencontre avec un écart au score resserré, en particulier après une seconde mi-temps en chassé-croisé où chacune des équipes mène au tableau d'affichage, les Massicois l'emportent 21 à 19, tandis que les Dacquois récoltent un bonus défensif,.

#### Journées 6 à 10
Les rouge et blanc enchaînent en accueillant le second promu, l'USO Nevers. Ils prennent rapidement le contrôle de la partie, et à la suite d'un deuxième essai inscrit au retour de la pause, ayant alors acquis une avance confortable, ils font face à la réaction des joueurs de la Nièvre. Les Dacquois ne marquent plus aucun point, mais limitent l'impact de la domination de leur visiteurs. Ils empêchent ainsi l'USON d'obtenir un résultat, et gagnent sur le score de 24 à 11. Le premier bloc du championnat se termine ainsi avec un bilan équilibré, de trois victoires pour autant de défaites,.
La reprise après la première trêve se fait sur la pelouse de l'USA Perpignan. Malgré le statut de meilleure attaque de la compétition de leur hôte du jour, l'USD parvient à soutenir la comparaison en première partie de rencontre. Si plusieurs des nombreuses intentions offensives des Catalans se concrétisent dès le début de la partie, les Dacquois ne se laissent pas dépasser, et restent encore à portée de tir du bonus défensif après la mi-temps. Pourtant, l'évolution du score en faveur de l'USAP se fait alors à sens unique pendant le reste de la seconde période, avec cinq nouveaux essais : les rouge et blanc s'inclinent ainsi logiquement 51 à 25,.
De retour de Perpignan, les joueurs de l'US Dax accueillent ensuite le club de Colomiers rugby, autre équipe du haut de classement. Les quarante premières minutes voient les deux équipes offrir un chassé-croisé soutenu aux spectateurs ; la réussite devant les poteaux étant partagée entre les deux buteurs, la différence au renvoi aux vestiaires se joue au nombre d'essais à l'avantage des Landais. Le rythme moins intense de la seconde mi-temps permet tout d'abord aux locaux de prendre le large, mais les dernières minutes voient les Columérins atténuer dangereusement leur retard. Menacés par un franchissement de la ligne d'en-but par un joueur haut-garonnais après le retentissement de la sirène alors que l'écart était de cinq points, le ballon n'est néanmoins pas aplati, et la victoire revient finalement aux rouge et blanc sur le score de 30 à 25,.
Quelques joueurs après sa victoire à l'extérieur lors du derby basque, le Biarritz olympique affronte un autre de ses voisins, en accueillant l'US Dax. La rencontre est disputée par chacune des équipes dès l'entame, laissant place à deux essais inscrits par les Basques contre trois pour les Landais. Après un coup de pied de pénalité redonnant l'avantage aux Biarrots avant l'heure de jeu, plusieurs fautes de jeu et en-avants rendent stériles les attaques de chacune des formations. La partie se termine sur le score étriqué de 23 à 22 en faveur des locaux, les visiteurs récoltant quant à eux un bonus défensif,.
À l'occasion de la rencontre disputée devant son public contre le Stade aurillacois, les seuls essais sont inscrits par les joueurs dacquois, dès les premières minutes puis un deuxième en fin de match. L'évolution du score n'est ensuite due qu'à des coups de pied de pénalité, conséquence directe des imprécisions imputables aux deux équipes protagonistes. Les deux essais permettent, entre autres, de voir la victoire revenir aux locaux sur le score de 20 à 9,.

#### Journées 10 à 15
Pendant une première mi-temps timide entre le RC Vannes et l'US Dax en terre bretonne, les rouge et blanc sont pénalisés par deux exclusions temporaires en l'espace de deux minutes, mais dont l'impact sur le score reste limité, les Morbihannais ne prenant que quatre points d'avance supplémentaire sur leurs adversaires pendant cette période à quinze contre treize. La différence se joue particulièrement en seconde mi-temps, les Dacquois encaissant trois essais sans réussir à répondre, concédant ainsi une victoire 34 à 9 bonifiée aux locaux,.
Dans le cadre de la réception de l'US Montauban, deuxième de la division, les joueurs de l'US Dax soutiennent tout d'abord la comparaison avec leurs adversaires, concrétisant la majorité de leurs actions au tableau de score, ce qui leur permet de mener à l'issue de la première moitié de la rencontre. Les Tarn-et-Garonnais confirment ensuite leur efficacité à l'extérieur en seconde mi-temps, et n'autorisent pas leurs hôtes landais à inscrire le moindre point ; prenant l'avantage avec un dernier essai inscrit, ils l'emportent 16 à 20, tandis que les rouge et blanc se consolent avec un bonus défensif,.
Après une semaine de trêve internationale, le début de la rencontre sur le terrain de l'AS Béziers se déroule de la plus mauvaise des manières pour les Dacquois : après un premier essai encaissé, ils sont pénalisés après une dizaine de minutes de jeu par un carton rouge. Cette supériorité numérique permanente ne profite pas immédiatement aux Héraultais, conservant un écart modéré avec leurs visiteurs du jour jusqu'à la mi-temps. Seul un essai inscrit sur interception par les joueurs de l'ASBH ponctue la deuxième moitié de la rencontre, conclue par une défaite 26 à 10 des Landais,.
Pour le premier derby landais joué contre le Stade montois et avant-dernière confrontation de la phase aller du championnat, les Dacquois s'inclinent sur sa pelouse. Malgré une nette domination territoriale lors de la première mi-temps, ce sont les Montois qui mènent la partie avec deux essais à zéro et six points d'avance à la pause. La deuxième partie du match se montre encore plus déséquilibrée, avec deux nouveaux essais inscrits par les visiteurs avant l'heure de jeu ; la réaction des rouge et blanc en fin de partie est trop tardive et pas assez réaliste pour changer le dénouement du derby. À l'issue de cette rencontre conclue sur le score de 13 à 29, alors que les Montois réalisent une bonne opération pour conforter leur place de demi-finaliste, le club dacquois glisse à la quinzième place, soit pour la première fois de la saison en position de relégable,.
Chez la lanterne rouge du championnat, l'US Carcassonne, les joueurs de l'US Dax livrent une prestation à deux physionomies opposées. L'avantage au score revient à tour de rôle aux Audois et aux Landais en première mi-temps, ces derniers virant en tête juste avant la pause. Néanmoins, après un coup de pied de pénalité à la reprise, les rouge et blanc ne marquent plus aucun point, et voient dans le même temps les locaux monter en puissance et s'éloigner au décompte de points ; les Audois inscrivent même un dernier essai à l'ultime minute de jeu, leur permettant d'obtenir un bonus offensif pour clore la partie sur le score de 43 à 24,.

#### Journées 16 à 20
Les Dacquois entament la phase du retour du championnat en accueillant le Biarritz olympique en clôture de la 16e journée. Après un premier essai landais sur interception en début de rencontre, les joueurs rouge et blanc font étalage d'une défense soutenue face à leurs adversaires. Chacune des équipes doit ensuite se résoudre à profiter des fautes adverses pour marquer des points. Malgré un essai dans les dernières minutes resserrant l'écart au score, les Basques manquent de renverser le match après avoir été menés au score toute la partie. Cette victoire dacquoise 19 à 16 met ainsi fin à une série de cinq défaites, et permet également au club de s'extirper de la zone de relégation,.
L'US Dax dispute encore une dernière rencontre avant la trêve hivernale, sur la pelouse de Colomiers. La première moitié de la partie se joue à sens unique, à l'avantage des locaux, les locaux ne franchissant jamais la ligne des 22 mètres adverses. Les Hauts-Garonnais ne profitent pas de leur avantage acquis, la réaction des Landais au retour des vestiaires conduisant à deux essais encaissés, neutralisant le bonus offensif ; le résultat final reste tout de même sans appel, avec un score de 31 à 12,.
Les Dacquois entament l'année 2018 avec une série de deux réceptions consécutives, la première se faisant contre les voisins basques de l'Aviron bayonnais. La rencontre se joue sous une pluie intense, modifiant la physionomie du jeu et réduisant la contribution des lignes arrières au jeu. La ligne d'en-but n'est franchie pour la première fois après quasiment 40 minutes de jeu pour le compte des Bayonnais, leur permettant de prendre de l'avance au tableau des scores. Mais les Landais réagissent  dès la reprise de la partie, inscrivant deux essais en l'espace de dix minutes ; ce à quoi les bleu et blanc répondent rapidement avec une nouvelle réalisation, réduisant le score à un score de parité. Après deux coups de pied de pénalité, ces derniers ne parviennent pas à reprendre l'avantage, et les deux équipes se quittent finalement sur le score de 20 à 20,.
Le deuxième match joué à domicile d'affilée voit l'USA Perpignan. Après un premier acte remporté de justesse par les locaux grâce à un essai de dernière minute, les Catalans se montrent beaucoup plus denses dans leur jeu au retour des vestiaires, concrétisant plusieurs de leurs actions et scellant l'issue de la partie sur le score de 16 à 26. Après le précédent match nul, les Dacquois ne gagnent ainsi aucun point au classement ce soir-là, ce qui porte le bilan de ces deux matchs à domicile successifs à seulement deux points. Ils se maintiennent néanmoins à la 14e place, une semaine avant de se rendre chez son concurrent direct, se tenant à un point derrière au classement, le RC Narbonne,.
Aux deux tiers du championnat, le stade de Narbonne héberge une affiche cruciale opposant le 14e au 15e du classement, ce dernier disposant de l'avantage du terrain. Les premières actions des Audois ne se concrétisent pas et sont même interrompues par un essai sur interception des Landais. Les visiteurs assurent leur avance jusqu'à la mi-temps mais voient leurs adversaires la réduire dangereusement dès la reprise. Cependant, cette action narbonnaise restera leur dernière performance de la rencontre. Les joueurs dacquois dominent en effet le reste de la partie, portant leur total d'essais inscrits à 6 tout en attestant d'une défense hermétique. Cette victoire 13 à 41 à l'extérieur est couronnée par un bonus offensif, mais permet également de réaliser une excellente opération comptable au classement contre un concurrent direct au maintien,.

#### Journées 21 à 25
Dans la continuité de leur dernier déplacement, les joueurs de l'US Dax cherchent à confirmer leur récente performance à l'occasion de la réception du RC Massy. La défense des Essonniens ne leur permet pas de conclure leurs actions entreprises. Malgré leur retard au score à la moitié du temps de jeu, les offensives dacquoises sont ensuite récompensées et leur permettent finalement de prendre une avance confortable au score. Cette victoire 27 à 17 permet par ailleurs aux locaux de dépasser leurs adversaires du soir au classement,.
Le match retour du derby landais est dans un premier entre les mains des locaux jaune et noir, franchissant à deux reprises la ligne d'en-but adverse ; la seconde partie de la rencontre est quant à elle à l'avantage des rouge et blanc, auteurs eux aussi de deux essais, leur permettant de remonter à un score de parité à l'heure de jeu. Après avoir vu les Montois récupérer l'avantage sur coups de pied de pénalité, les Dacquois assurent l'obtention d'un bonus défensif grâce à une pénalité convertie après le retentissement de la sirène. Les deux équipes landaises se quittent sur le score de 26 à 23 avant de bénéficier d'une semaine de repos,.
L'USD reçoit par la suite une équipe de Soyaux-Angoulême revancharde, après leur défaite à domicile lors de la dernière confrontation entre les deux équipes en début de saison. Les Charentais montrent ainsi un visage plus offensif que leurs hôtes, marquant particulièrement le début de la partie en infligeant un 0-12 dans les dix premières minutes malgré leur infériorité numérique. Malgré un équilibrage au score à la mi-temps, les visiteurs dominent à nouveau le fil du match dès la reprise. La partie reste animée jusqu'à son terme, et les Dacquois parviennent à obtenir de justesse un point de bonus défensif dans les dernières minutes ; cette défaite 23 à 28 sur son terrain reste une mauvaise opération au classement pour l'US Dax, voyant l'US Carcassonne revenir à leur portée dans la lutte pour le maintien,.
Après leur revers à domicile, les Dacquois entament une série de deux déplacements consécutifs, commençant sur le terrain du Stade aurillacois, lui aussi dans le bas du classement du championnat. Les Cantaliens surplombent la majorité de la partie, n'étant inquiétés que sur des coups d'éclats. La fin de la rencontre apparaît quant à elle plus relâchée, et grâce à deux essais inscrits en contre, les visiteurs rendent le résultat final, de 36 à 24, moins sévère. Avec un bilan pourtant équivalent en termes d'essais entre les deux équipes, l'écart au score traduit l'indiscipline démontrée pendant le match,.
Avant la réception capitale de l'US Carcassonne, l'US Dax aligne une équipe remaniée pour son long déplacement chez le FC Grenoble, alors classés quatrièmes du championnat. Peu inquiétés par leurs visiteurs du soir sur le plan offensif, les Grenoblois ouvrent sereinement le score par coups de pied de pénalité ; profitant de deux cartons jaunes successifs contre les Dacquois, ils en profitent pour faire évoluer le score plus largement en marquant trois essais pendant cette période de supériorité numérique. Avec un score de 28 à 0 après 45 minutes de jeu, les prestations sur le terrain deviennent moins fermées, donnant place à une partie plus équilibrée. Les Landais franchissent ainsi à deux reprises la ligne d'en-but. La rencontre s'achève sur un score de 28 à 14 ; à cette occasion, l'USD glisse à la 15e place, derrière son concurrent de la semaine suivante,.

#### Journées 26 à 30
L'US Dax reçoit dans le cadre de la 26e journée l'US Carcassonne, dans une rencontre décisive dans la course au maintien : la formation audoise, sur une bonne dynamique avec cinq victoires en six journées, compte alors avant la confrontation trois points d'avance au classement sur les Landais. Pendant une première mi-temps fébrile des deux équipes, aucune équipe ne domine largement les débats. Malgré deux cartons jaunes sanctionnant les avants carcassonnais, puis une séquence d'un quart d'heure dans le terrain adverse, les Dacquois ne parviennent pas à convertir leur domination numérique puis territoriale. À l'heure de jeu, la possession est à l'avantage des visiteurs ; malgré la résistance de la défense rouge et blanche, cette dernière est pénalisée à son tour par un carton jaune. La sanction sur le déroulement de la partie, avec deux essais inscrits par l'USC. Le match se conclut par une défaite à domicile 13 à 18. Outre la défaite contre un concurrent direct, les Dacquois se retrouvent dans une position très défavorable au classement, à quatre journées du terme de la phase régulière du championnat,.
Les Dacquois effectuent ensuite un long déplacement jusqu'à Nevers. Le XV de la Nièvre démontre durant cette partie plus de densité physique. Malgré un bilan final de trois essais à deux à l'avantage des locaux, la domination de ces derniers sur la partie se reflète davantage au tableau de score : avec cette victoire 30 à 13 de l'USON, tandis que ces derniers assurent ce soir leur maintien, les joueurs de l'USD restent bloqués à la 15e place du classement, à 11 points de Carcassonne,.
Pour le match avancé du jeudi soir, l'US Dax accueille l'AS Béziers, dans une confrontation synonyme de dernière chance pour les Landais. Malgré l'enjeu, partagé avec les objectifs de qualification des Bitterois, ces derniers prennent rapidement la main sur la partie. Après une deuxième mi-temps peu propice à l'évolution du score, la rencontre se conclut sur une 7e défaite consécutive des rouge et blanc, cette fois-ci 15 à 23. Avant même que les matchs du vendredi soir soient joués, cette issue acte le maintien de nombreux concurrents : l'US Carcassonne, le RC Massy et le RC Vannes, ; conjuguée à la victoire d'Aurillac 24 heures plus tard, elle scelle définitivement la place de relégable de l'US Dax dans le cadre de cette 28e journée de championnat. Dès le lundi suivant ce week-end sportif, le président Celhay annonce sa démission ainsi que celle du reste du directoire à compter de la fin de la saison.
Sans aucun enjeu au classement, les Dacquois continuent la saison en se déplaçant chez l'US Montauban, pour sa part quasiment qualifié en demi-finale. Pour cette rencontre qui semble déséquilibrée, les visiteurs parviennent néanmoins à soutenir la comparaison. Les Hauts-garonnais assurent leur statut au retour des vestiaires, marquant trois essais consécutifs. Les rouge et blanc déploient tout de même leur jeu jusqu'à la fin de la partie, franchissant la ligne d'en-but à deux reprises dans les dix dernières minutes de jeu, ôtant anecdotiquement le bonus offensif aux Montalbanais, et ramenant le score final à 30 à 20,.
L'US Dax termine finalement sa saison au stade Maurice-Boyau, recevant le RC Vannes dans le cadre de la 30e et dernière journée de la phase régulière du championnat. Dans une rencontre sans objectif comptable pour chacune des deux équipes, les protagonistes proposent un jeu ouvert. Un total de neuf essais est ainsi inscrit de part et d'autre du terrain, les locaux bénéficiant d'une avance de 20 points en cours de partie, pour finalement s'imposer 34 à 28. Devant son public, et autour des joueurs en partance vers un autre club ou prenant leur retraite sportive professionnelle, les Landais achèvent ainsi cette saison avec une victoire, mettant fin par la même occasion à une chaîne de huit défaites consécutives,.

### Transferts durant la saison
Avant la reprise officielle de la saison, la blessure de Cyriel Blanchard entraîne l'arrivée d'un joker temporaire : le talonneur Boris Béthéry, ayant mis un terme à sa carrière professionnelle durant l'intersaison, s'engage à disputer les trois rencontres du championnat, en accord avec les règlements français du rugby et sa licence amateur,.

### Détail des matchs officiels
L'US Dax dispute 30 rencontres officielles durant la saison, participant au championnat de 2e division.

### Classement et statistiques
| Rang | Club                 | J  | V  | N | D  | Bo | Bd | Pm  | Pe  | Diff | Pts |
| ---- | -------------------- | -- | -- | - | -- | -- | -- | --- | --- | ---- | --- |
| 1    | USA Perpignan        | 30 | 20 | 1 | 9  | 12 | 3  | 919 | 571 | +348 | 97  |
| 2    | US Montauban         | 30 | 20 | 2 | 8  | 4  | 4  | 679 | 546 | +133 | 92  |
| 3    | FC Grenoble (R)      | 30 | 20 | 1 | 9  | 4  | 2  | 775 | 667 | +108 | 88  |
| 4    | Stade montois        | 30 | 17 | 0 | 13 | 12 | 4  | 753 | 540 | +213 | 84  |
| 5    | AS Béziers           | 30 | 19 | 1 | 10 | 4  | 2  | 756 | 670 | +86  | 84  |
| 6    | Biarritz olympique   | 30 | 17 | 0 | 13 | 7  | 5  | 789 | 694 | +95  | 80  |
| 7    | USO Nevers (P)       | 30 | 15 | 0 | 15 | 6  | 3  | 656 | 580 | +76  | 69  |
| 8    | Aviron bayonnais (R) | 30 | 14 | 1 | 15 | 5  | 6  | 732 | 764 | -32  | 69  |
| 9    | Colomiers Rugby      | 30 | 14 | 1 | 15 | 6  | 5  | 637 | 678 | -41  | 69  |
| 10   | RC Vannes            | 30 | 12 | 0 | 18 | 6  | 8  | 721 | 739 | -18  | 62  |
| 11   | Stade aurillacois    | 30 | 13 | 1 | 16 | 2  | 5  | 641 | 716 | -75  | 61  |
| 12   | RC Massy (P)         | 30 | 13 | 0 | 17 | 2  | 5  | 633 | 682 | -49  | 59  |
| 13   | Soyaux Angoulême XV  | 30 | 13 | 1 | 16 | 2  | 3  | 592 | 661 | -69  | 59  |
| 14   | US Carcassonne       | 30 | 11 | 0 | 19 | 4  | 5  | 585 | 767 | -182 | 53  |
| 15   | US Dax               | 30 | 9  | 1 | 20 | 2  | 6  | 602 | 767 | -165 | 46  |
| 16   | RC Narbonne          | 30 | 7  | 2 | 21 | 2  | 1  | 547 | 975 | -428 | 35  |

|  | Qualification pour les demi-finales (no 1, no 2).         |
|  | Qualification pour les barrages (no 3, no 4, no 5, no 6). |
|  | Relégation en Fédérale 1 (no 15 et no 16).                |
|  | R : relégués 2017 • P : promus 2017                       |

Attribution des points : victoire sur tapis vert : 5, victoire : 4, match nul : 2, défaite : 0, forfait : -2 ; plus les bonus (offensif : 3 essais de plus que l'adversaire ; défensif : défaite par 5 points d'écart ou moins; les deux bonus peuvent se cumuler).
Règles de classement : 1. points terrain (bonus compris) ; 2. points terrain obtenus dans les matches entre équipes concernées ; 3. différence de points dans les matches entre équipes concernées ; 4. différence entre essais marqués et concédés dans les matches entre équipes concernées ; 5. différence de points générale ; 6. différence entre essais marqués et concédés ; 7. nombre de points marqués ; 8. nombre d'essais marqués ; 9. nombre de forfaits n'ayant pas entraîné de forfait général ; 10. place la saison précédente.

## Joueurs et encadrement technique

### Encadrement technique
L'équipe est entraînée cette saison par Patrick Furet et Raphaël Saint-André, respectivement aux postes d'entraîneur des avants et des arrières. Ce dernier occupe cette année le poste de manager en complément, à la suite du départ du directeur sportif Jérôme Daret.
Le centre de formation est présidé par Renaud Dulin ; il était jusqu'à la saison précédente au poste de responsable sportif, tandis que Jérôme Daret occupait la direction.

### Effectif professionnel
Au lancement de la saison 2017-2018, l’US Dax totalise un nombre de 34 joueurs sous contrat professionnel. 26 d'entre eux étaient présents dans le groupe lors de la saison précédente, auxquels il faut rajouter la reconversion de contrat des espoirs Olivier Klemenczak et Filimo Taofifénua, ainsi que celle du pensionnaire du centre de formation Romain Maurice.
Le capitaine désigné à l'intersaison est le demi de mêlée Arnaud Pic, qui entame sa quatrième année au sein du club dacquois.
Durant le championnat (à jour au mois de janvier 2018), un mouvement vient modifier l'effectif dacquois : le talonneur Boris Béthéry dispute les trois premières journées de la saison en tant que joker médical temporaire,.
| Nom                   | Poste                | Date de naissance | Nationalité sportive | Statut int. | Club précédent        | Arrivée au club | Fin de contrat | Formé au club |
| --------------------- | -------------------- | ----------------- | -------------------- | ----------- | --------------------- | --------------- | -------------- | ------------- |
| Pierre Choinard       | Pilier               | 12 novembre 1991  | France               | -           | Peyrehorade sports    | [ Note 4 ]      | 2018           | oui           |
| Romain David          | Pilier               | 21 avril 1982     | France               | -           | FC Grenoble           | 2014            | 2018           | -             |
| Thibaud Dréan         | Pilier               | 6 janvier 1992    | France               | -           | Stade rochelais       | 2010            | 2019           | oui           |
| Paea Fa'anunu         | Pilier               | 4 novembre 1988   | Tonga                | oui         | Castres olympique     | 2016            | 2019           | -             |
| Faitotoa Asa          | Pilier               | 30 décembre 1986  | Nouvelle-Zélande     | -           | Randwick DRUFC        | 2015            | 2019           | -             |
| Elizbar Kuparadze     | Pilier               | 2 avril 1984      | Géorgie              | oui         | RC Massy              | 2015            | 2019           | -             |
| Cyriel Blanchard      | Talonneur            | 3 juin 1984       | France               | -           | Stade montois         | 2017            | 2019           | -             |
| Maxime Delonca        | Talonneur            | 29 avril 1988     | France               | -           | USA Perpignan         | 2014            | 2019           | -             |
| Romain Maurice        | Talonneur            | 23 juin 1994      | France               | -           | Union Bordeaux Bègles | 2015            | 2018           | oui           |
| Vickus Liebenberg     | Deuxième ligne       | 20 février 1985   | Afrique du Sud       | -           | Stade montois         | 2016            | 2019           | -             |
| Pierre Maurens        | Deuxième ligne       | 3 novembre 1992   | France               | -           | FC Auch               | 2017            | 2019           | -             |
| Joseph Tu'ineau       | Deuxième ligne       | 18 août 1981      | Tonga                | oui         | Lyon OU               | 2015            | 2018           | -             |
| Olivier August        | Troisième ligne aile | 11 août 1985      | France               | -           | SA Hagetmau           | 2013            | 2018           | oui           |
| Martín Chiappesoni    | Troisième ligne aile | 30 septembre 1990 | Argentine            | oui         | Atlético del Rosario  | 2015            | 2018           | -             |
| Aisea Koliavu         | Troisième ligne aile | 15 janvier 1991   | Fidji                | -           | Marist RFC            | 2015            | 2018           | -             |
| Albain Meron          | Troisième ligne      | 18 mars 1994      | France               | -           | SO Chambéry           | 2017            | 2019           | -             |
| Filimo Taofifénua     | Troisième ligne aile | 15 octobre 1993   | France               | -           | USA Perpignan         | 2014            | 2018           | oui           |
| Charlie Ternisien     | Troisième ligne aile | 27 février 1984   | France               | -           | Union Bordeaux Bègles | 2012            | 2018           | -             |
| Brian Tuilagi         | Troisième ligne      | 16 mars 1994      | Samoa                | -           | Saracens              | 2017            | 2018           | -             |
| Thibaut Lesparre      | Demi de mêlée        | 22 août 1992      | France               | -           | -                     | 2001            | 2018           | oui           |
| Arnaud Pic            | Demi de mêlée        | 21 novembre 1985  | France               | -           | Stade montois         | 2014            | 2018           | -             |
| Adrien Bau            | Demi d'ouverture     | 3 mars 1994       | France               | -           | Lyon OU               | 2015            | 2020           | -             |
| Felipe Berchesi       | Demi d'ouverture     | 12 avril 1991     | Uruguay              | oui         | US Carcassonne        | 2017            | 2019 (2020)    | -             |
| Guillaume Devade      | Centre               | 23 mars 1987      | France               | -           | Stade rochelais       | 2012            | 2018           | -             |
| Olivier Klemenczak    | Centre               | 1er juin 1996     | France               | -           | AS Soustons           | 2010            | 2018           | oui           |
| Billy Ropiha          | Centre               | 16 janvier 1991   | Nouvelle-Zélande     | -           | Hawke's Bay           | 2017            | 2018           | -             |
| Simon Ternisien       | Centre               | 1er avril 1987    | France               | -           | Stade montois         | 2011            | 2018           | -             |
| Jean-Matthieu Alcalde | Ailier               | 15 mai 1985       | France               | -           | ROC La Voulte Valence | 2014            | 2018           | -             |
| Sakiusa Bureitakiyaca | Ailier               | 2 février 1992    | Fidji                | -           | Marist RFC            | 2014            | 2018           | -             |
| Julien Dechavanne     | Ailier               | 5 décembre 1989   | France               | -           | US Tyrosse            | 2015            | 2019           | oui           |
| Esava Delai           | Ailier               | 7 septembre 1987  | Fidji                | -           | [ Note 5 ]            | 2015            | 2018           | -             |
| Nicolas Cachet        | Arrière              | 25 mars 1992      | France               | -           | AS Mâcon              | 2016            | 2019           | -             |
| Pierre Justes         | Arrière              | 28 avril 1994     | France               | -           | -                     | [ Note 6 ]      | 2018           | oui           |
| Martin Prat           | Arrière              | 25 août 1989      | France               | -           | Section paloise       | 2015            | 2019           | -             |

### Joueurs du centre de formation
La structure de formation est classée en catégorie 1 depuis février 2012 sous l'agrément du Ministère de la Santé, de la Jeunesse et des Sports, et en accord avec la Ligue nationale de rugby et la Fédération française de rugby, niveau renouvelé depuis l'évaluation de mars 2013.
| Nom               | Poste                | Date de naissance | Nationalité sportive | Statut int. | Club précédent        | Arrivée au club | Arrivée au CDF | Formé au club |
| ----------------- | -------------------- | ----------------- | -------------------- | ----------- | --------------------- | --------------- | -------------- | ------------- |
| Christophe Cassen | Pilier               | 14 mars 1999      | France               | -           | -                     | -               | 2017           | -             |
| Toki Pilioko      | Pilier               | 1er octobre 1995  | France               | -           | Stade aurillacois     | 2017            | 2017           | -             |
| Romain Pouyleau   | Pilier               | 26 mars 1996      | France               | -           | US Orthez             | 2015            | 2015           | oui           |
| Mattieu Bidau     | Deuxième ligne       | 16 janvier 1996   | France               | -           | AS Mérignac           | 2016            | 2017           | -             |
| Théo Hannoyer     | Deuxième ligne       | 9 juin 1996       | France               | -           | Castres olympique     | 2017            | 2017           | -             |
| Théo Sentucq      | Deuxième ligne       | 30 mai 1997       | France               | -           | UA Mimizan            | 2014            | 2017           | oui           |
| Pierre Huguet     | Troisième ligne aile | 5 novembre 1995   | France               | -           | US Tours              | -               | 2015           | oui           |
| Théo Trémeau      | Troisième ligne aile | 10 novembre 1998  | France               | -           | -                     | -               | 2017           | oui           |
| Simon Garrouteigt | Demi de mêlée        | 7 mai 1996        | France               | -           | -                     | -               | 2015           | oui           |
| Thomas Curutchet  | Demi d'ouverture     | 26 juin 1995      | France               | -           | Aviron bayonnais      | 2014            | 2015           | oui           |
| Sylvère Reteau    | Demi d'ouverture     | 6 novembre 1997   | France               | -           | -                     | -               | 2015           | oui           |
| Gaëtan Robert     | Demi d'ouverture     | 13 juillet 1997   | France               | -           | Rugby Castets Linxe   | 2014            | 2015           | oui           |
| Benjamin Puntous  | Centre               | 17 septembre 1999 | France               | -           | -                     | 2009            | 2017           | oui           |
| Alexandre Pilati  | Arrière              | 24 janvier 1996   | France               | -           | Union Bordeaux Bègles | 2017            | 2017           | -             |
| Théo Gatelier     | Arrière              | 31 mars 1998      | France               | -           | US Mugron             | 2017            | 2017           | oui           |

### Statistiques individuelles
Les joueurs les plus souvent utilisés de l'effectif sont le demi de mêlée Arnaud Pic et le talonneur Maxime Delonca, qui participent aux 27 rencontres officielles de la saison, totalisant respectivement 1 492 et 1 491 minutes sur le terrain. Si le deuxième ligne Joseph Tu'ineau ne prend part qu'à 26 des confrontations, il accumule plus de temps de jeu que les autres joueurs, avec un total de 1 842 minutes.
Le buteur arrière Nicolas Cachet termine huitième meilleur réalisateur du championnat à l'issue de la phase régulière, avec 177 points à son actif (dont deux essais, soit 167 points au pied).
En ce qui concerne les meilleurs marqueurs d'essais du club, c'est le demi de mêlée Arnaud Pic qui tient la première place au club, ainsi que la treizième ex-aequo du championnat, grâce à huit essais marqués. Il est talonné par l'ailier Sakiusa Bureitakiyaca et l'arrière Pierre Justes avec sept essais chacun.

### Joueurs en sélection nationale

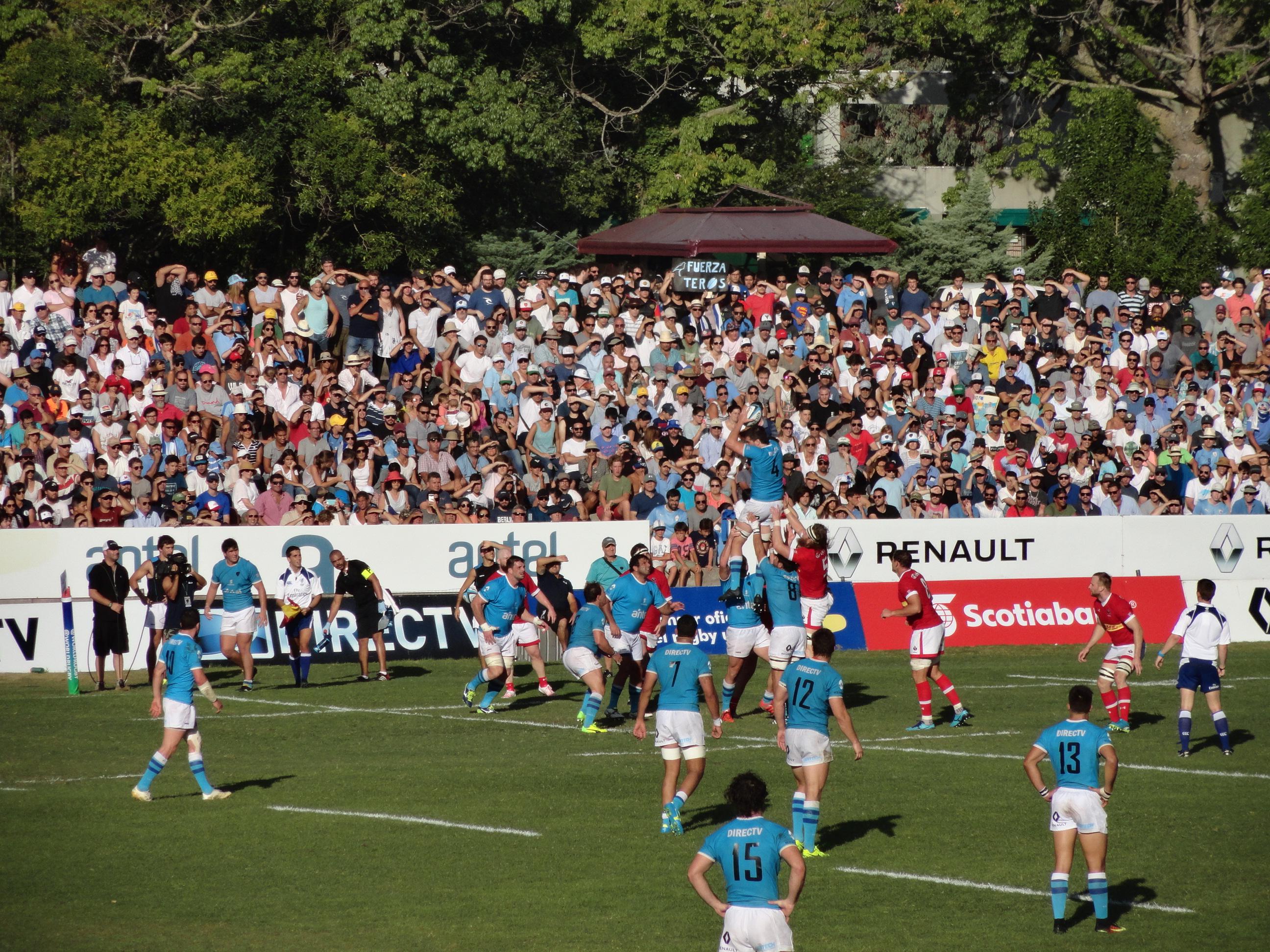
Felipe Berchesi (à g. avec le no 10) et l'équipe nationale d'Uruguay se qualifient pour la Coupe du monde 2019, ici lors du match retour du barrage des qualifications à Montevideo.

Paea Fa'anunu est sélectionné au mois d'octobre dans le groupe de joueurs destinés à représenter les Tonga dans le cadre de leur tournée automnale en Europe. Quant à Joseph Tu'ineau, il fait partie des cinq joueurs tongiens autorisés à décliner la sélection en équipe nationale afin d'être à disposition de leur club ; cette procédure, réalisée en accord avec les entraîneurs, est organisée à titre exceptionnel. En effet, un tel aménagement ne sera plus en vigueur lors des prochaines rencontres internationales, étant donné l'approche imminente de la Coupe du monde 2019,. Fa'anunu est d'abord titularisé pour la rencontre contre les Barbarians au Thomond Park, conclu sur une courte défaite 24 à 27 des Pacifiques. Il dispute ensuite en tant que remplaçant le test match joué contre le Japon, en terrain neutre au stade Ernest-Wallon de Toulouse, perdu sur le score de 39 à 6,. Il est finalement titularisé dans le cadre de la rencontre disputée chez la Roumanie au stade Arcul de Triumf de Bucarest, remportée 20 à 25 par les Tonga,.
Le demi d'ouverture uruguayen Felipe Berchesi est retenu dans la liste appelée à représenter l'équipe nationale, destinée à disputer le match de barrage aller-retour contre le Canada dans le cadre des qualifications de la zone Amériques pour la Coupe du monde 2019. Il est titulaire lors des deux matchs, au match aller joué au Canada,, puis à domicile,. Avec deux victoires, sur le score de 29 à 38 à Vancouver et de 32 à 31 à Montevideo, l'Uruguay décroche sa qualification pour la Coupe du monde 2019.
Théo Sentucq, stagiaire du centre de formation, est appelé dans le groupe de l'équipe de France universitaire, pour un double affrontement joué à Chambéry contre leurs homologues anglais les 15 et 20 avril. Entré en jeu lors du premier match conclu sur une victoire 25 à 24, il est rejoint sur la composition du second groupe par Sylvère Reteau, autre membre du centre de formation dacquois. Cette deuxième rencontre voit une nouvelle victoire pour les jeunes Français, sur le score de 37 à 22.
Une fois le championnat de France terminé pour l'US Dax, l'ailier Olivier Klemenczak est sélectionné dans le groupe français de l'équipe nationale de rugby à sept, dans le cadre du tournoi de Singapour, étape des World Rugby Sevens Series jouée les 28 et 29 avril. Il intègre par la suite les Baby Barbarians, sélection qui regroupe les meilleurs joueurs français de Pro D2, pour une rencontre amicale internationale contre la Géorgie le 31 mai.
Pour le premier tournoi du circuit européen de rugby à sept se déroulant à Moscou, l'arrière du centre de formation Alexandre Pilati fait partie de la liste de l'équipe de France « Développement ». À cette occasion, il est également accompagné par Étienne Grelier, jeune joueur de l'US Dax évoluant hors des structures de formation dacquoises.
Felipe Berchesi est sélectionné dans le groupe de l'équipe d'Uruguay pour disputer la Coupe des nations 2018 jouée du 2 au 10 juin.

## Aspects juridiques et économiques

### Structure juridique et organigramme
En 2017-2018, l'équipe professionnelle est gérée par la SASP US Dax rugby Landes, entreprise déclarée le 3 juillet 1998 et présidée depuis l'été 2016 par Philippe Celhay. La SASP est liée par le biais d'une convention à l'association loi de 1901 US Dax rugby, déclarée le 31 juillet 1997 et présidée par François Gachet, structure qui regroupe le centre de formation et les équipes amateurs.
| Direction | Administratif | Sportif |
| --- | --- | --- |
| - Directoire : - Président : Philippe Celhay - Membres : Gilbert Ponteins, Bernard Trémont - Conseil de surveillance : - Président : Philippe Jacquemain (jusqu'au 20 novembre 2017) puis Michel Larrouquis - Membres : Jean-Pierre Bastiat, Jean-Louis Bérot, Bruno Cazalis, Philippe Jacquemain - Représentant de l'association : François Gachet - Conseil d'orientation : - Membres : Philippe Darrigade, Jean-Claude Delineau, Claude Dufau, Jean-Jacques Pradere | - Directeur administratif et financier : Jean-Marc Degos - Chargé des finances : Michel Larrouquis - Responsables partenariat : Fabien Bourry, Clémence Azcue-Lafargue - Responsable communication : Clémence Azcue-Lafargue - Responsable billetterie : Karine Schoonjans - Boutique : Marion Haage - Comptabilité : Josiane Senjean - Accueil et secrétariat : Catherine Hontang, Catherine Magne-Prax | - Entraîneurs : Raphaël Saint-André, Patrick Furet - Préparateurs physiques : Yann Pradel, Cédric Moulet - Analyste vidéo : Fabrice Duberger - Consultant touche et mêlée : Emmanuel Maignien - Directeur et responsable sportif du centre de formation : Renaud Dulin - Responsable des études du centre de formation : Paul Lasserre - Préparateur physique du centre de formation : Sébastien Ayala |

### Éléments comptables
Le budget prévisionnel de l'US Dax est de 4,678 millions d'euros au 30 octobre 2017.
La masse budgétaire officielle s'élève à 4,556 millions d'euros au 30 juin 2018, soit la quinzième du championnat. Elle inclut une part de 1,582 million d'euros affectée aux salaires des joueurs, ce qui représente la seizième et dernière masse salariale.
La Ligue nationale de rugby reverse cette saison un total de 1 656 000 euros à l'US Dax : la totalité provient des droits télévisés et de marketing au titre du New Deal.

### Tenues, équipementiers et sponsors
L'US Dax est équipée par la marque allemande Adidas depuis 2012, dans la continuité du premier partenariat de trois ans signé avec l'intermédiaire du groupe Intersport.
L'opération de « sponsoring participatif » est reconduite au mois de mars, proposant parmi les lots de mettre à disposition un espace publicitaire sur le maillot des joueurs, dans le bas du dos, lors de la dernière journée du championnat, soit pour la réception du Rugby club vannetais. L'organisme choisi est tiré au sort parmi ceux ayant apporté une contribution de 400 euros au club, 10 % de cette somme étant alors reversée à une école de rugby de son choix,. Cette initiative du club rouge et blanc, née pour la première fois lors de la saison 2013-2014, est alors reconduite pour la quatrième fois.

## Affluence et couverture médiatique

### Affluence au stade
Affluence approximative à domicile (stade Maurice-Boyau)

### Retransmissions télévisées
À partir de la saison 2015-2016 et jusqu'en 2019-2020, les droits télévisuels de la Pro D2 sont redistribués entre Eurosport, Canal+ Sport et France 3, pour une plus grande couverture médiatique. Le match d'ouverture de chaque journée est retransmis en direct par Canal+ Sport à 20 h 45, alors que le groupe Eurosport diffuse également en direct sur sa chaîne Eurosport 2 le match de clôture du dimanche à 14 h 25 ainsi qu'un match du vendredi soir décalé entre 20 h 30 et 20 h 45. L'ensemble des autres matchs non-décalés du vendredi soir, à 20 h, sont proposés en streaming sur les serveurs d'Eurosport, l'Eurosport Player. Le match du dimanche après-midi est également, à huit reprises durant la saison, co-diffusé par les antennes régionales de France 3,.
Suivant cette grille de diffusion, plusieurs matchs de l'US Dax sont retransmis en direct. Canal+ Sport diffuse ainsi la réception du RC Narbonne dans le cadre de la 3e journée. Initialement prévu le vendredi soir sur l'Eurosport Player, le match d'ouverture du championnat de l'US Dax accueillant le FC Grenoble est décalé le dimanche après-midi, en conséquence sous les caméras d'Eurosport 2. Le déplacement chez l'Aviron bayonnais est quant à lui retransmis en tant que match principal du vendredi soir pour la 4e journée. Par la suite, l'USD joue à deux reprises consécutives le jeudi soir : lors des 7e et 8e journées, elle se déplace sur le terrain de l'USA Perpignan, puis accueille le Colomiers rugby avec une co-diffusion par Canal+ Sport et Eurosport 2. Pour le début de la phase retour du championnat, les Dacquois accueillent le Biarritz olympique en clôture de la 16e journée. Le second match de 2018 de l'US Dax, dans le cadre du match retour à domicile contre l'USA Perpignan, est retransmis en tant que match principal du vendredi soir. Vers la fin de la saison, Canal+ Sport et Eurosport 2 diffusent respectivement la rencontre d'ouverture de la 28e journée ainsi que celle de clôture de la 29e journée, mettant en lumière la réception de l'AS Béziers et le déplacement chez l'US Montauban.

## Extra-sportif

### Stade

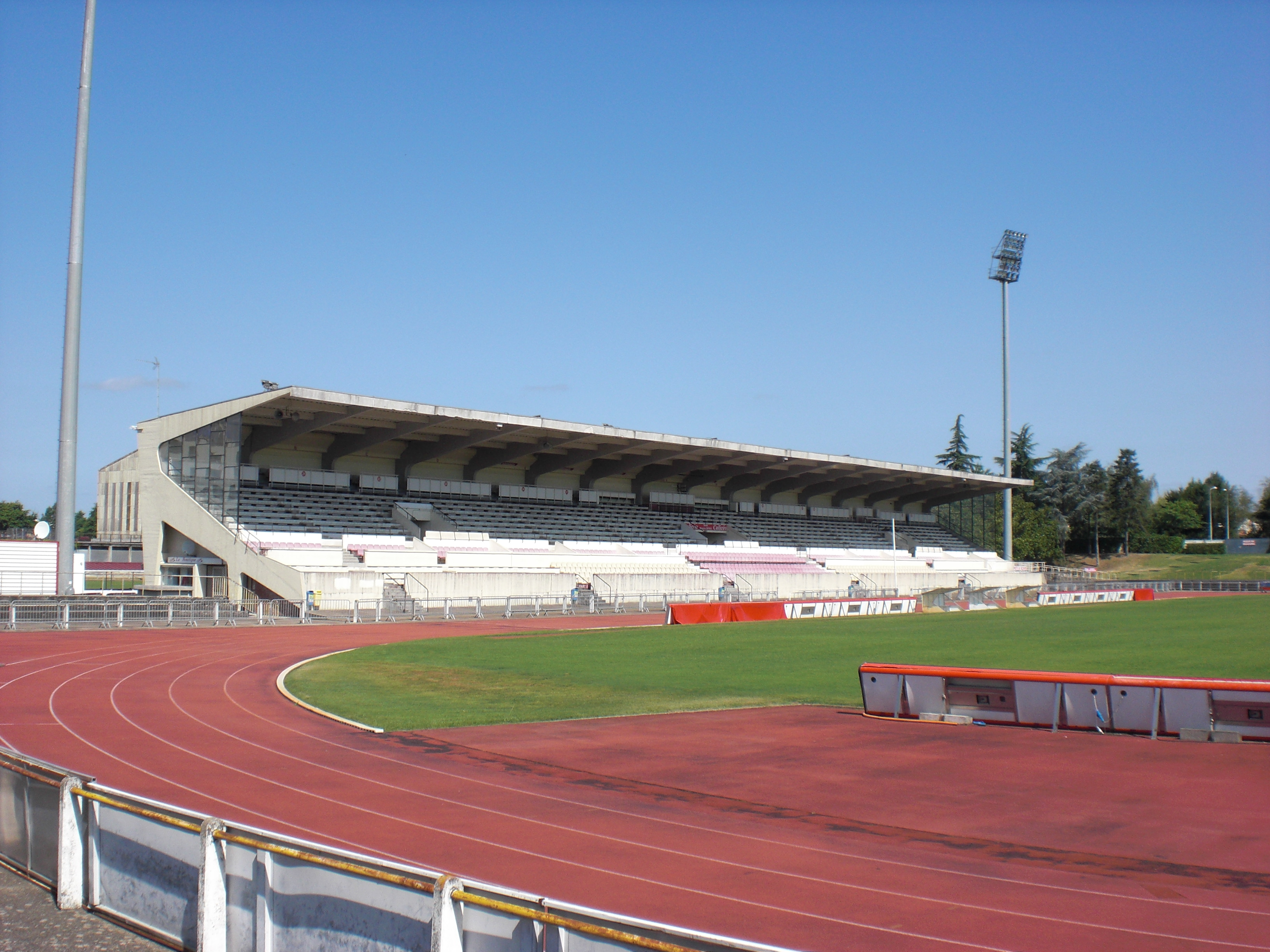
Le stade Maurice-Boyau accueille l'US Dax depuis 1958.

Plus de deux années après l'échec du précédent projet privé de rénovation du stade Maurice-Boyau, resté sans déclaration officielle depuis le mois de mai 2015,, la mairie de Dax décide pendant l'automne 2017 de reprendre le dossier en main avec un nouveau projet. Il consisterait à raser la petite tribune pour laisser place à une structure tubulaire de 2 000 places, abritant également loges, salles de réunion et espaces de réception ; ce type de structure présente l'avantage d'une mise en œuvre rapide. La tribune d'honneur ferait quant à elle l'objet d'une réhabilitation complète. Les premières études et consultations sont ainsi lancées publiquement le 3 novembre, d'après la maire Elisabeth Bonjean,,.
Cette officialisation du projet fait suite à deux courriers adressés quelques semaines plus tôt par la Fédération française de rugby à l'attention du club de l'US Dax et de la mairie, datant du 19 et 26 septembre, mettant en demeure les deux parties, les incitant à engager rapidement des travaux de mise en conformité des installations existantes. La tenue des rencontres de rugby professionnel au stade Maurice-Boyau est en effet sous dérogation de la part de la fédération.
Le conseil municipal dacquois vote quelques jours plus tard, au soir du 23 novembre, le plan de financement évalué à 5 millions d'euros. La livraison est alors planifiée à l'été 2018 pour la rénovation des vestiaires, et au lancement de la saison sportive 2018-2019 pour la nouvelle tribune.
Le 12 juillet 2018, la Ligue nationale de rugby annonce le résultat de sa procédure d'évaluation des pelouses de stades occupés par des clubs professionnels, en vigueur depuis la saison 2015-2016, à la suite de deux audits réalisés pendant la saison 2017-2018. Suivant trois critères qui sont l'aspect esthétique général, la qualité de l'infrastructure et l'agronomie, les pelouses ont pour objectif d'atteindre un objectif d'au moins 70 points sur un total de 100. Celle du stade Maurice-Boyau n'en fait pas partie, tandis que 10 clubs sur 32 satisfont les critères,.

### Hommages

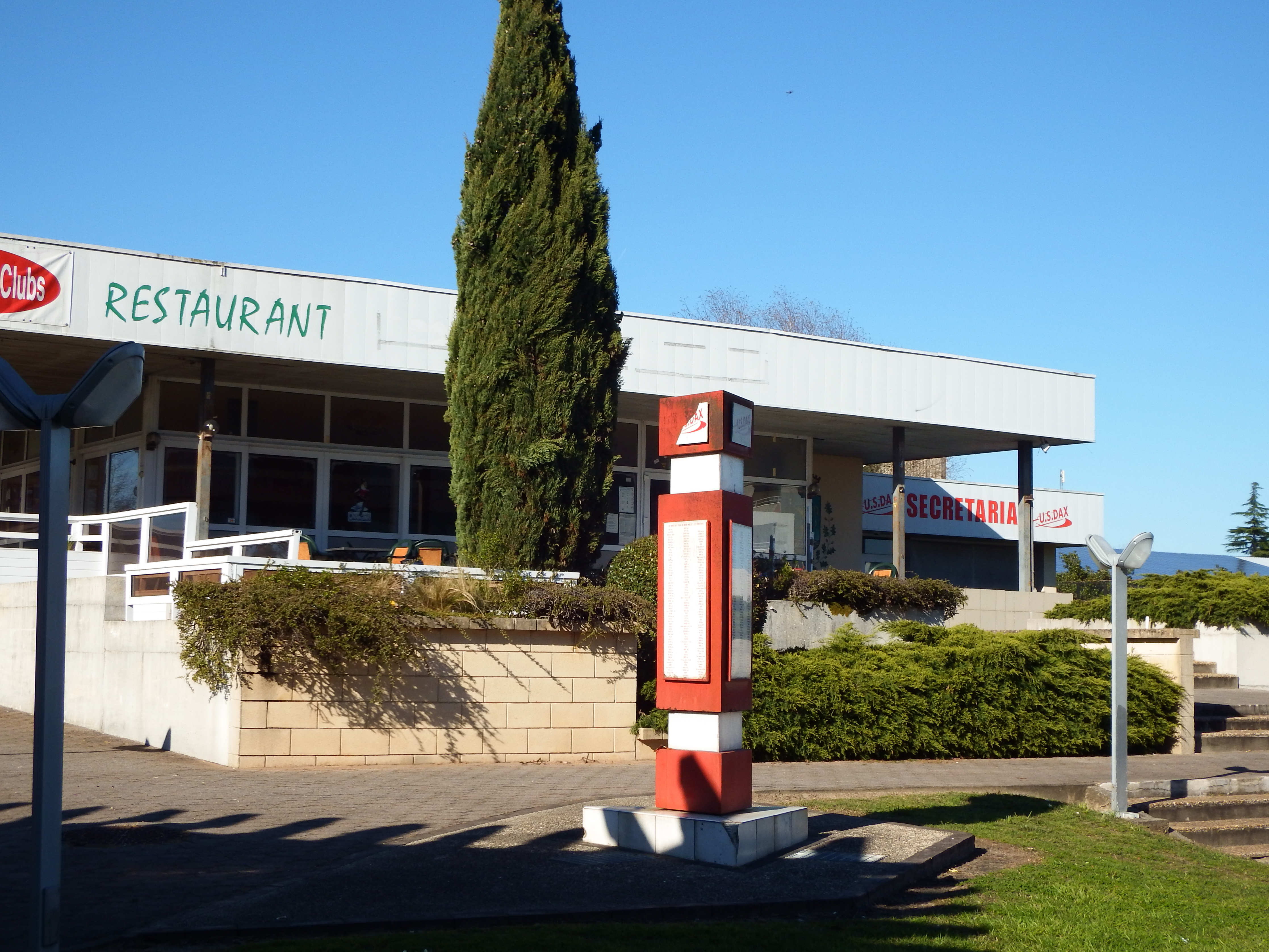
La statue de Pierre Albaladejo est inaugurée dans le square bordant le bâtiment abritant le siège de l'US Dax (ici en 2015).

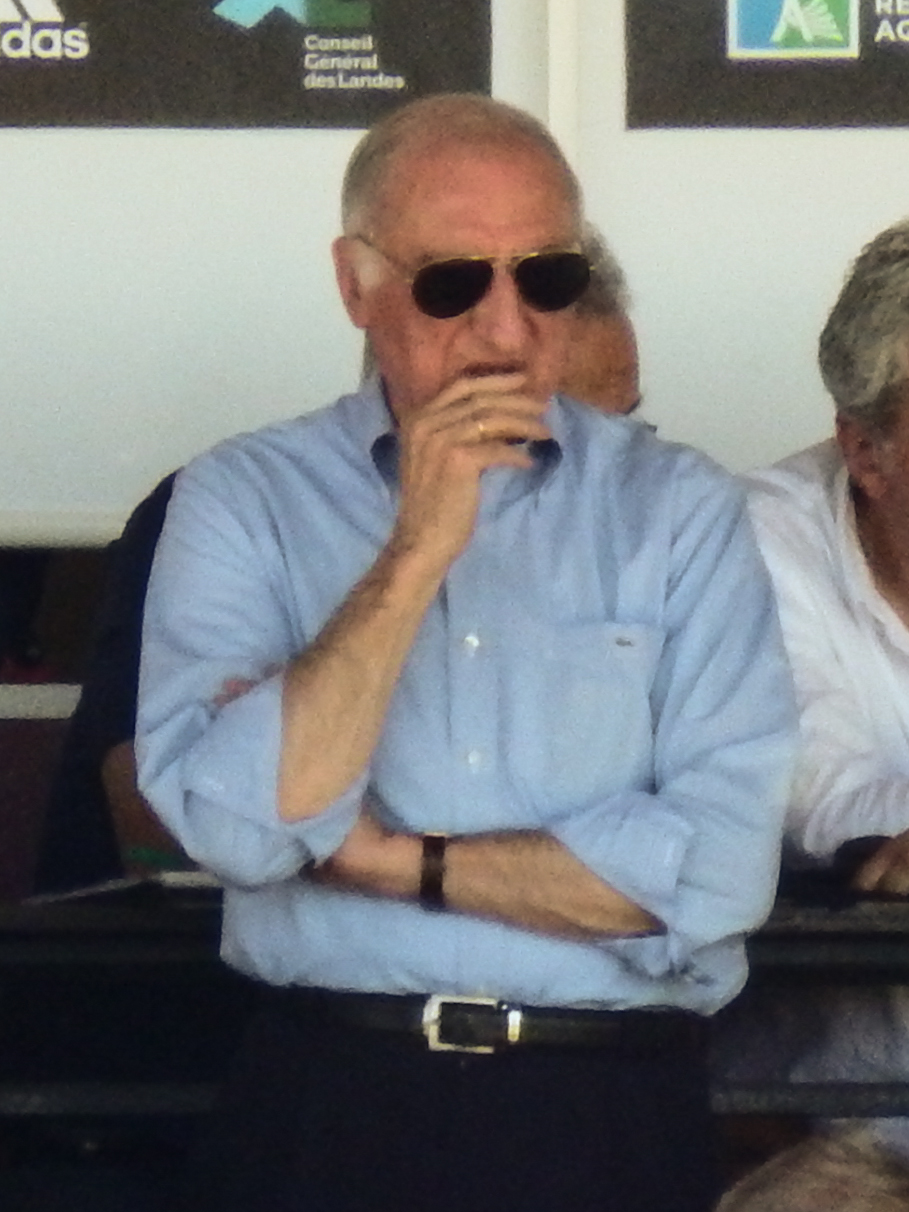
Pierre Albaladejo, ici dans les tribunes du stade Maurice-Boyau trois saisons plus tôt.

Le 8 septembre 2017, une statue à l'effigie de Pierre Albaladejo, figure du rugby dacquois aux 30 sélections internationales, est inaugurée,. Localisée dans un square à proximité du siège de l'US Dax lui-même à quelques centaines de mètres du stade Maurice-Boyau, elle est réalisée par le sculpteur Christian Maas. Elle représente le demi d'ouverture en action de jeu, initiant une passe avec un ballon de rugby ; le visuel est lui-même inspiré d'une photographie du Miroir des sports datant de 1964. L'initiative, provenant de l'association US Dax et de la municipalité de la ville dacquoise, a coûté 45 000 euros.
À la demande d'Albaladejo, la statue est entourée par une trentaine de stèles portant le nom de chacun des autres joueurs de l'USD ayant également porté le maillot de l'équipe de France ; la majorité de ces derniers est d'ailleurs présente lors de la cérémonie d'inauguration, ainsi que d'autres figures du rugby landais et basque,.
Le demi d'ouverture dacquois est l'un des rares joueurs de rugby à être honorés de leur vivant, après le demi de mêlée gallois Gareth Edwards et le deuxième ligne néo-zélandais Colin Meads.
Un sujet est ensuite consacré à Albaladejo, dans le cadre de l'inauguration, par l'émission de télévision Stade 2 sur les écrans de France 2.

### Décès
L'ailier Pierre Darbos meurt le 18 novembre 2017 à l'âge de 77 ans à Pau,. Frère de Claude Darbos décédé un an plus tôt, il porte pendant sa carrière les couleurs de l'US Dax de 1952 à 1962 puis de 1965 à 1971. Finaliste du championnat de France à deux reprises en 1961 et 1966, il compte une sélection internationale avec l'équipe de France.

### Autres sections sportives

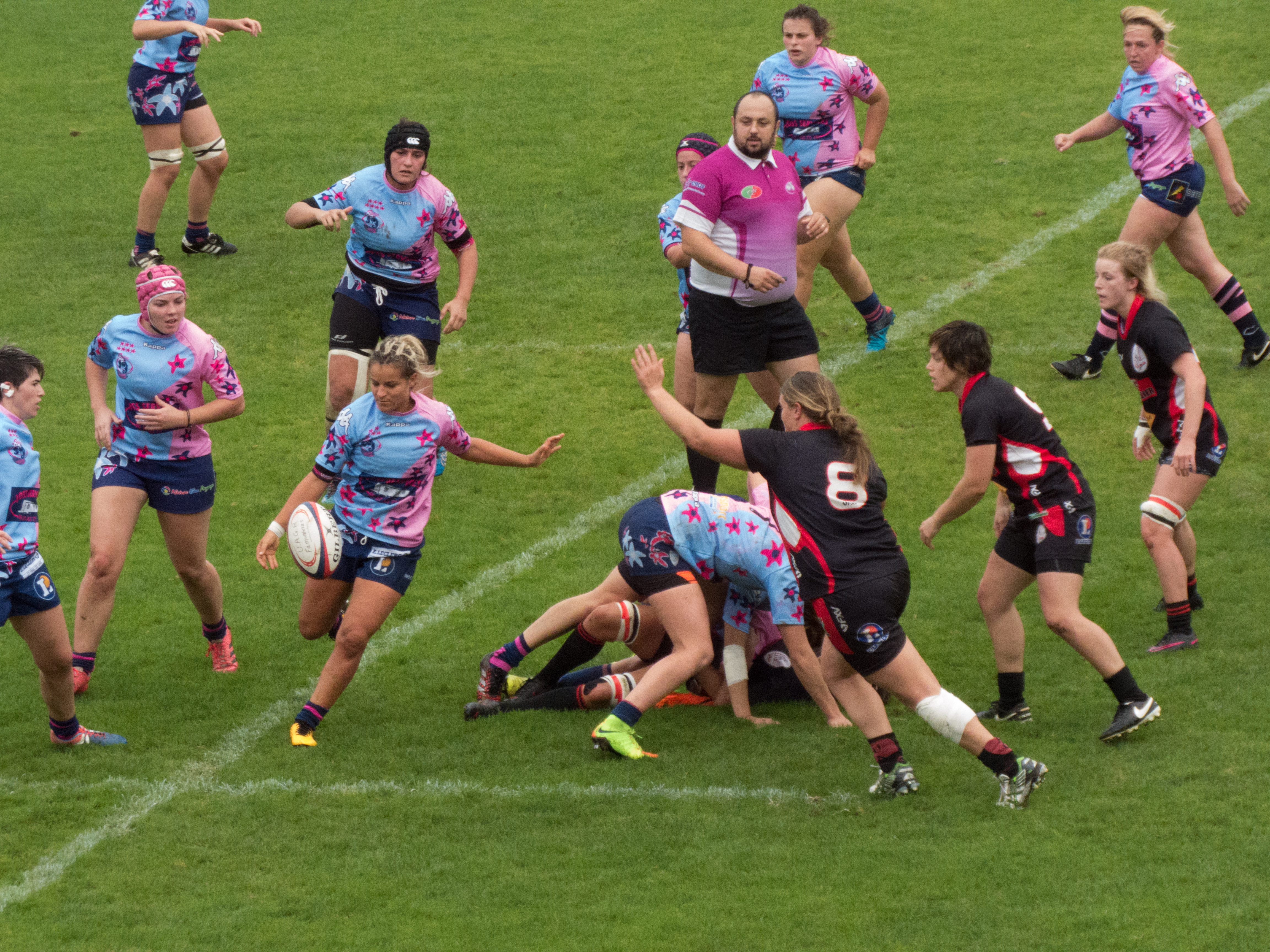
Les Pachys en 10 2017, jouant un de leurs premiers matchs en tant que Pachys de l'US Dax, ici contre l'UA Gaillac au stade Maurice-Boyau.

Après plus de dix années de rapprochement et de discussions, et de la même manière que d'autres clubs féminins ayant intégré les structures de clubs professionnels masculins,,, le club des Pachys d'Herm s'unit pendant l'été 2017 avec l'Union sportive dacquoise. Avec l'accord de la FFR, cette dernière est alors enregistrée comme la section féminine de l'équipe dacquoise, la fusion étant effective à partir du 30 juin. Désormais nommées les Pachys de l'US Dax, elles évoluent encore au moins une saison sous leurs couleurs traditionnelles bleu et rose, ; elles continuer d'évoluer au stade Colette-Besson, et disputent certains matchs sur le terrain d'honneur du stade Maurice-Boyau. Le club compte alors 80 licenciées dont 40 espoirs.